# Хромоволя
Хромоволя (пол. Chromowola) — село в Польщі, у гміні Конецьк Александровського повіту Куявсько-Поморського воєводства.
Населення — 248 осіб (2011).
У 1975-1998 роках село належало до Влоцлавського воєводства.

## Демографія
Демографічна структура станом на 31 березня 2011 року:
|          | Загалом | Допрацездатний вік | Працездатний вік | Постпрацездатний вік |
| -------- | ------- | ------------------ | ---------------- | -------------------- |
| Чоловіки | 124     | 18                 | 91               | 15                   |
| Жінки    | 124     | 25                 | 68               | 31                   |
| Разом    | 248     | 43                 | 159              | 46                   |